# Serguéi Lim
Serguéi Lim (Almatý, URSS, 26 de noviembre de 1987) es un deportista kazajo que compitió en judo. Ganó una medalla de oro en el Campeonato Asiático de Judo de 2012 en la categoría de –66 kg.

## Palmarés internacional
| Campeonato Asiático | Campeonato Asiático  | Campeonato Asiático | Campeonato Asiático |
| Año                 | Lugar                | Medalla             | Categoría           |
| ------------------- | -------------------- | ------------------- | ------------------- |
| 2012                | Taskent (Uzbekistán) | Medalla de oro      | –66 kg              |